# El Carmen, Silacayoápam
El Carmen är en ort i Mexiko.   Den ligger i kommunen Silacayoápam och delstaten Oaxaca, i den sydöstra delen av landet, 240 km söder om huvudstaden Mexico City. El Carmen ligger 1 600 meter över havet och antalet invånare är 244.
Terrängen runt El Carmen är huvudsakligen kuperad. El Carmen ligger nere i en dal. Runt El Carmen är det glesbefolkat, med 18 invånare per kvadratkilometer. Närmaste större samhälle är San Miguel Tlacotepec, 15,3 km sydost om El Carmen. I omgivningarna runt El Carmen växer huvudsakligen savannskog.